# Kemp Peak
Kemp Peak är en bergstopp i Antarktis. Den ligger i Östantarktis. Australien gör anspråk på området. Toppen på Kemp Peak är 340 meter över havet.
Terrängen runt Kemp Peak är platt åt nordost, men åt sydväst är den kuperad. Havet är nära Kemp Peak åt nordost. Trakten är obefolkad. Det finns inga samhällen i närheten. 